# فرودگاه کواترو وینتوس
فرودگاه کواترو وینتوس (به انگلیسی: Cuatro Vientos Airport) (به زبان بومی: Cuatro Vientos Airport MCU) یک فرودگاه همگانی و نظامی با کد یاتا MCV است که یک باند فرود آسفالت دارد و طول باند آن ۱۴۹۴ متر است. این فرودگاه در شهر مادرید کشور اسپانیا قرار دارد و در ارتفاع ۶۹۱ متری از سطح دریا واقع شده‌است.